# ویکرز ونوکس
ویکرز ونوکس (به انگلیسی: Vickers Vanox) یک هواپیمای ساختِ کارخانهٔ ویکرز در کشور بریتانیا است. این هواپیما برای نخستین بار در ۳۰ نوامبر ۱۹۲۹ میلادی مورد استفاده قرار گرفت.